# エルツェン
エルツェン（ドイツ語: Aerzen）は、ドイツ連邦共和国ニーダーザクセン州ハーメルン＝ピルモント郡に属すフレッケン（フレッケンとは、古くから市場の開催権など一定の自治権を認められた町、以下、本項では便宜上「町」と記述する）である。同州南部に位置し、ノルトライン＝ヴェストファーレン州と境を接している。

## 地理

### 位置
この市場町は、ヴェーザーベルクラント地方にあり、郡庁所在都市ハーメルンから南西約10km、バート・ピルモントから北に約7kmのフンメ渓谷に位置する。エルツェン地区の北にリュニングスベルク、南にはシーアホルツベルクおよびピルモンターベルクという山がある。東西にフンメ川が流れ、町の中心部でギーセバッハ川がフンメ川に合流する。

### 隣接する市町村
この町に隣接する市町村は、ヘッシシュ・オルデンドルフ、ハーメルン、エンマータール、バート・ピルモント、さらにノルトライン＝ヴェストファーレン州のバルントルプおよびエクスタータールである。

### 町の構成
自治体としてのエルツェンは、中核地区のエルツェンの他、アホルン、デームケ、デームカーブロック、エーデンハル、エッゲ、ゲラーゼン、グリーセム、グロース・ベルケル、グルーペンハーゲン、ヘルケンドルフ、ケーニヒスフェルデ、ラーツェン、ムルトヘーペン、レーアー、ライネ、ライナーベック、ローデンベック、シェーフェルシュタイン、ゼルクセン、ヴェルデホルツの各集落からなる。

## 歴史
この市場町は、市町村再編の一環として1973年1月1日に上記の村落が合併して成立した。
元々アムト・エルツェン（ここでのアムトは村落の集合体を意味する）は、同名の領主家に由来する。1178年にエルツェン家は断絶し、その所領はエーファーシュタイン伯家のアルブレヒト3世（アルベルト3世）ものとなった。14世紀中頃のエーファーシュタイン家の穀物台帳によれば、エルツェンは13の集落からなる行政管理区の中心地となっていた。ハインリヒ獅子公の失墜後、ヴェルフ家はしばらく息を潜めながら、ホーエンシュタウフェン家に対抗してエーファーシュタイン家と戦った。1260年、ヴェルフ家のアルブレヒト1世はエーファーシュタイン家の討伐を開始し、次々とエーファーシュタイン家の支配下の各城を攻略した。1283年にコンラート4世（1243年 - 1283年）はケルン大司教ジークフリートに援助を求め、エルツェンに招いた。しかしこの司教もヴェルフ家のハインリヒ1世（アルブレヒト1世の子）によるエーファーシュタイン城奪取を阻むことはできなかった。
歳月は流れて、ヴェルフ家のベルンハルト1世は攻勢を強め、エーファーシュタイン伯ヘルマン7世（1374年 - 1413年）は、自領をブラウンシュヴァイク＝リューネブルク公から護るための相続契約をパーダーボルン司教およびリッペ伯と結んだ。この両相続人は、ヘルマン7世夫人イルムガルト・フォン・エーファーシュタインがエルツェン城を隠居所として保持することを認めた。この相互防衛同盟はエーファーシュタイン領継承戦争を引き起こすこととなった。その過程でヴェルフ家はリッペ領を広く蚕食した。1408年に和平条約が締結された。ヘルマン7世は、わずか4歳（あるいは2歳）の娘エリーザベトとベルンハルト1世の子オットー4世不自由公との結婚を約束し（1425年に結婚した）、エルツェンはその持参領とされた。こうしてヴェルフ家はエーファーシュタイン伯とブラウンシュヴァイク＝リューネブルクとの間の関係構築に成功した。
ヴェルフ家は1433年にエルツェンを担保としてヒルデスハイム司教に供した。1508年にはこの抵当権はシュタティウス・フォン・ミュンヒハウゼンとハインリヒ・フォン・ハルデンベルクが所有していた。9年後、ヒルデスハイム司教はハルデンベルクとの賃借契約を更新せず、これによりエルツェンは両占有者間の争いの場となった。ミュンヒハウゼンは逃走したのだが、ヒルデスハイムを目前にハインリヒ・フォン・ハルデンベルクによって殺害された。その死によりヒルデスハイム司教領のフェーデはより深刻なものとなった。1553年、カレンベルク＝ゲッティンゲン侯エーリヒ公はヒルデスハイム司教からアムト・エルツェンを取り上げ、4階建ての政庁を建設した。

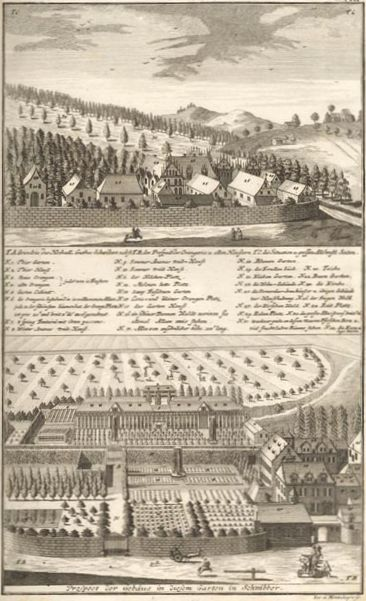
1714年の書物に描かれたシュヴェッバー城

殺害されたシュタティウス・フォン・ミュンヒハウゼンの末子で傭兵隊長のヒルマー・フォン・ミュンヒハウゼン（1512年 - 1573年）は1573年までエルツェンを担保として占有した。ヒルマーは、当時最も裕福だった人物の一人で、1561年に政庁に長さ 50 m、高さ 16 m の十分の一税倉庫を建設した。この倉庫は1980年にクロッペンブルク博物館村に復元された。また、1570年にはハーメルンの建築家コルト・テニスにシュヴェッバーに三翼構造の城館を建設するよう依頼した。1593年、ハインリヒ・ユリウス公は館とアムトをヒルマー（上記ヒルマーの子）に相続させた。ヒルマー（子）は1617年にシュヴェッバーで亡くなり、エルツェンのマリエン教会に葬られた。
その息子のベリースは抵当権を継承したが、1630年にヒルデスハイム司教の勢力が彼を武力によって駆逐した。スウェーデン王グスタフ・アドルフがドイツに上陸し、復旧勅令が取り消された後にベリースはこの担保領の奪回に成功した。1642年に2度目の打撃が彼を襲った。ヴァイマール騎兵がこの町に火をかけると脅迫してきたのである。ベリースは、金の鎖1本を残して全財産を失った。古い館の銘には、この夜66軒の家屋、城館、学校、多くの納屋や倉が焼失したと記されている。1660年にミュンヒハウゼン家は160年以上に及んだエルツェンの抵当権を永久に失った。政庁は国有財産となった。官僚や書記達は引き続き19世紀半ばまで行政・司法を司っていた。1823年にアムト・エルツェンは解体されたが、区裁判所（アムト裁判所）の管区として1854年に再建されたが、1858年には再び廃止された。1864年、アドルフ・マイヤーが Aerzener Maschinenfabrik を設立した。この会社は1907年からGmbH（有限会社に相当する）を称号とし、ロータリー機械製品や後にはディーゼルエンジンの過給器を生産した。

## 行政

### 議会
エルツェンの町議会は28議席からなる。

### 首長
2019年1月1日からアンドレアス・ヴィットロック (SDP) が町長を務めている。

## 文化と見所

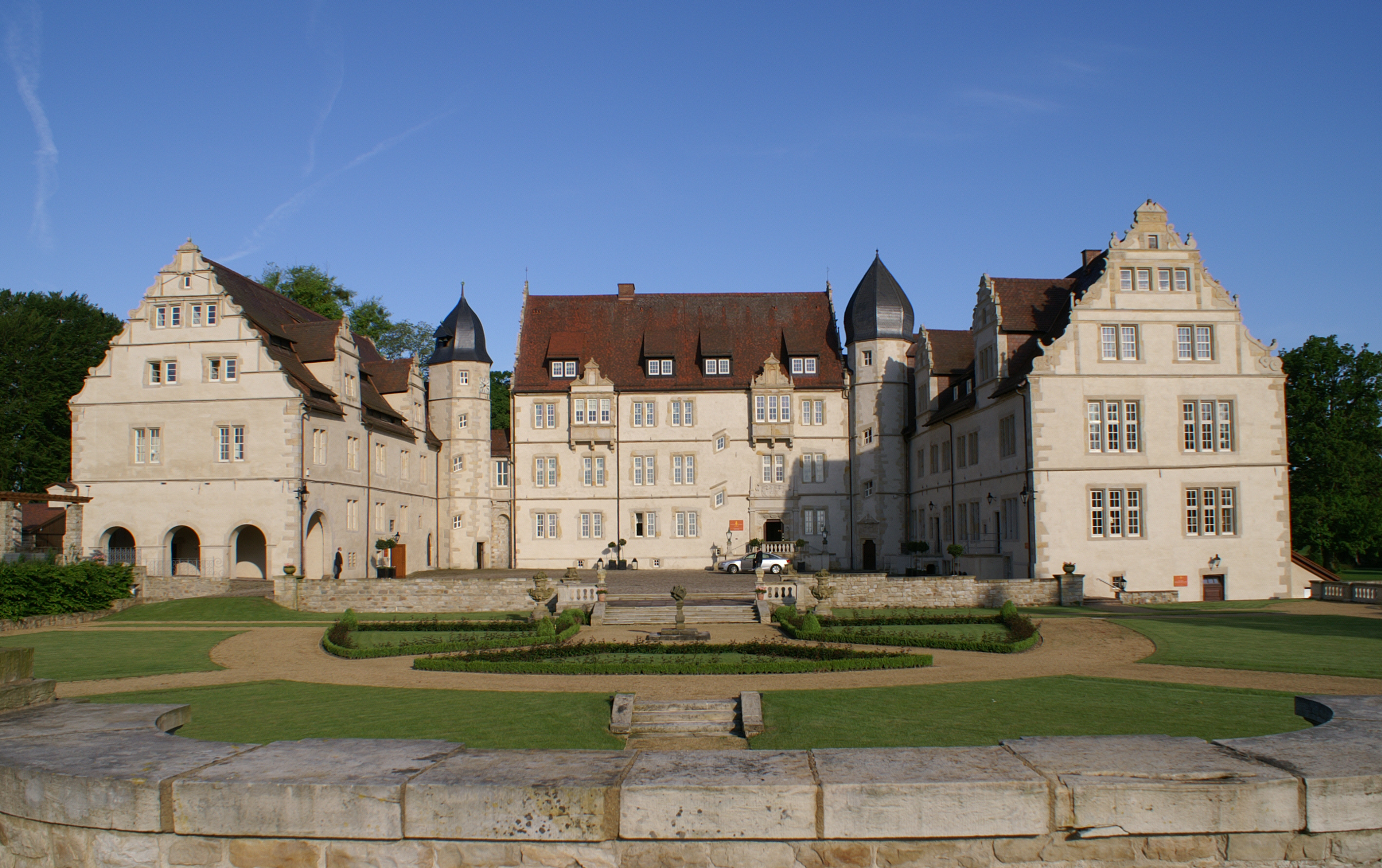
シュヴェッバー城

### 建築
- エルツェン御料地の城砦
- マリエン教会: プロテスタント＝ルター派の教会で1642年に建設された。広くて明るい空間にバロック様式の調度が施されている。
- ポステホルツ騎士領
- シュヴェッバー城

### スポーツ
2006年FIFAワールドカップ・ドイツ大会の際、シュヴェッバー城のエルツェン・ミュンヒハウゼン城館ホテルにフランス代表チームが滞在した。滞在は6月8日からで、7月8日にチームは決勝戦に向けて旅立った（7月9日の決勝戦の後は直接フランスに帰国した）。公開トレーニングはハーメルンのヴェーザーベルクラントシュターディオンやエルツェンのファイヒェンベルクシュターディオンで行われ、報道センターがハーメルンのラッテンフェンガーハレに設けられた。
この町には、サッカー、バレーボール、柔道の他ファウストボールの種目を有するスポーツクラブMTSVエルツェン04をはじめ、多くのスポーツクラブがある。また、1972年に独立したハンドボールクラブとして設立されたハントバルフロインデン・エルツェンe.V.や騎馬クラブ「ザンクト・ゲオルク」1949 e.V.が多彩なスポーツ活動の機会を提供している。

## 経済と社会資本

### ライフライン

#### 電力、ガス
2002年6月からE.ONヴェストファーレン・ヴェーザーAGがこの町の電力供給を担っている。ガス供給も同じくE.ONヴェストファーレン・ヴェーザーAGが担当している。

#### 上水道
1956年からエルツェンには、ヴュルムザー・ヴェクにある高架貯水槽を含む上水道網が整備されている。上水道流域は水利保護地区としてパトロールなどの保護が行われている。
上水道の運営は自治体が行っている。

### 交通

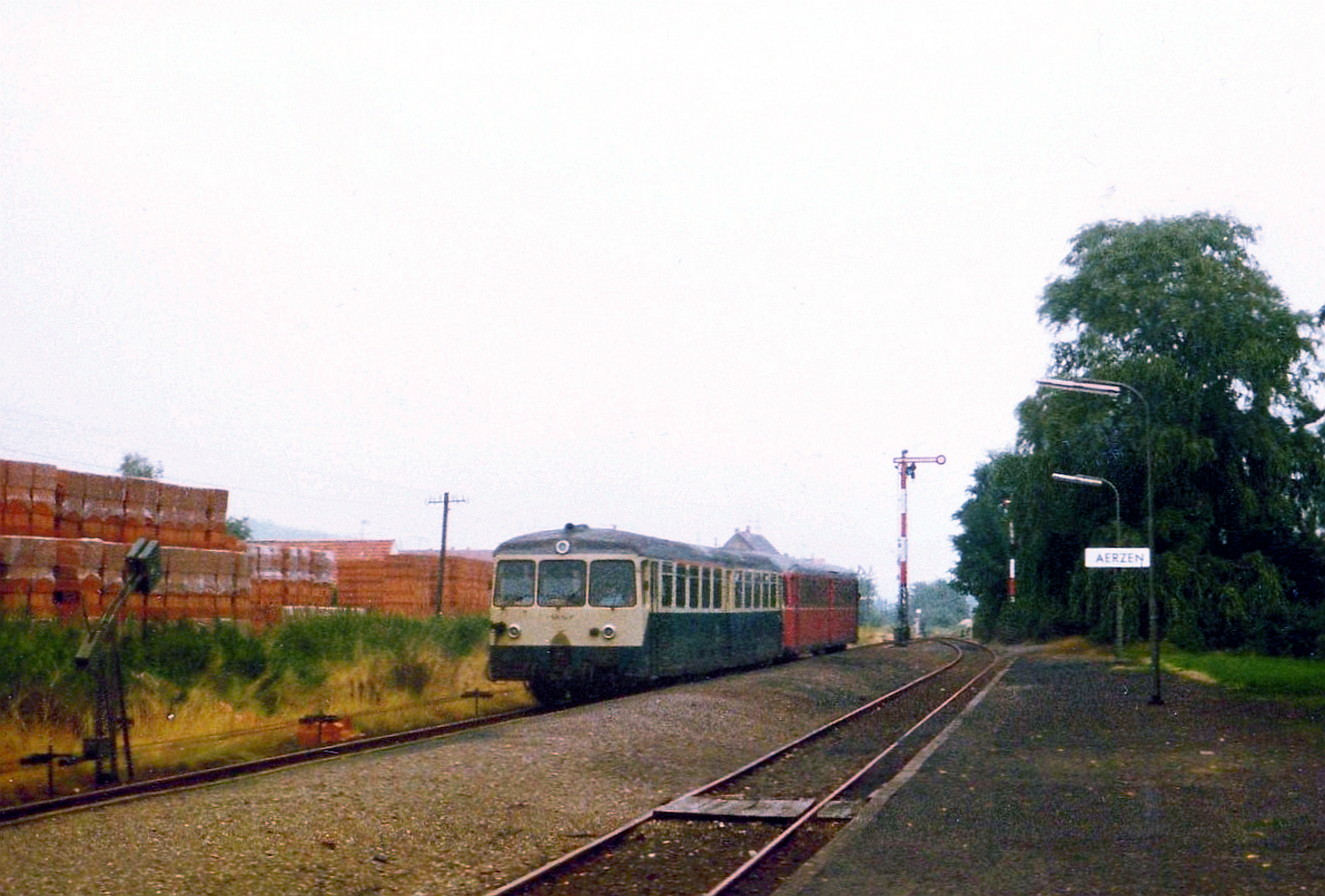
1979年頃のエルツェン駅

#### 道路
エルツェンは連邦道B1号線に面している。現在この町を迂回するバイパス道路の建設工事が行われている。完成は2012年3月の予定である。

#### 鉄道
エルツェンは1980年まで旅客鉄道ラーガー・バーンによってハーメルンおよびビーレフェルト方面と結ばれていた。この路線を通る貨物鉄道も1994年に廃止され、この路線は撤去された。

### 地元企業
この地域最大の雇用主の一つが Aerzener Maschinenfabrik GmbH である。この会社は、スクリュー圧縮機、ローターリー式送風機、ガスメーターの世界的なリーダーカンパニーである。
世界規模で駆動技術・オートメーション技術の製品を生産している Lenze AG は本社をグロース・ベルケルに置いている。
この他に、Aerzener Landbrot GmbH もある。